# Caldwellkatalogen

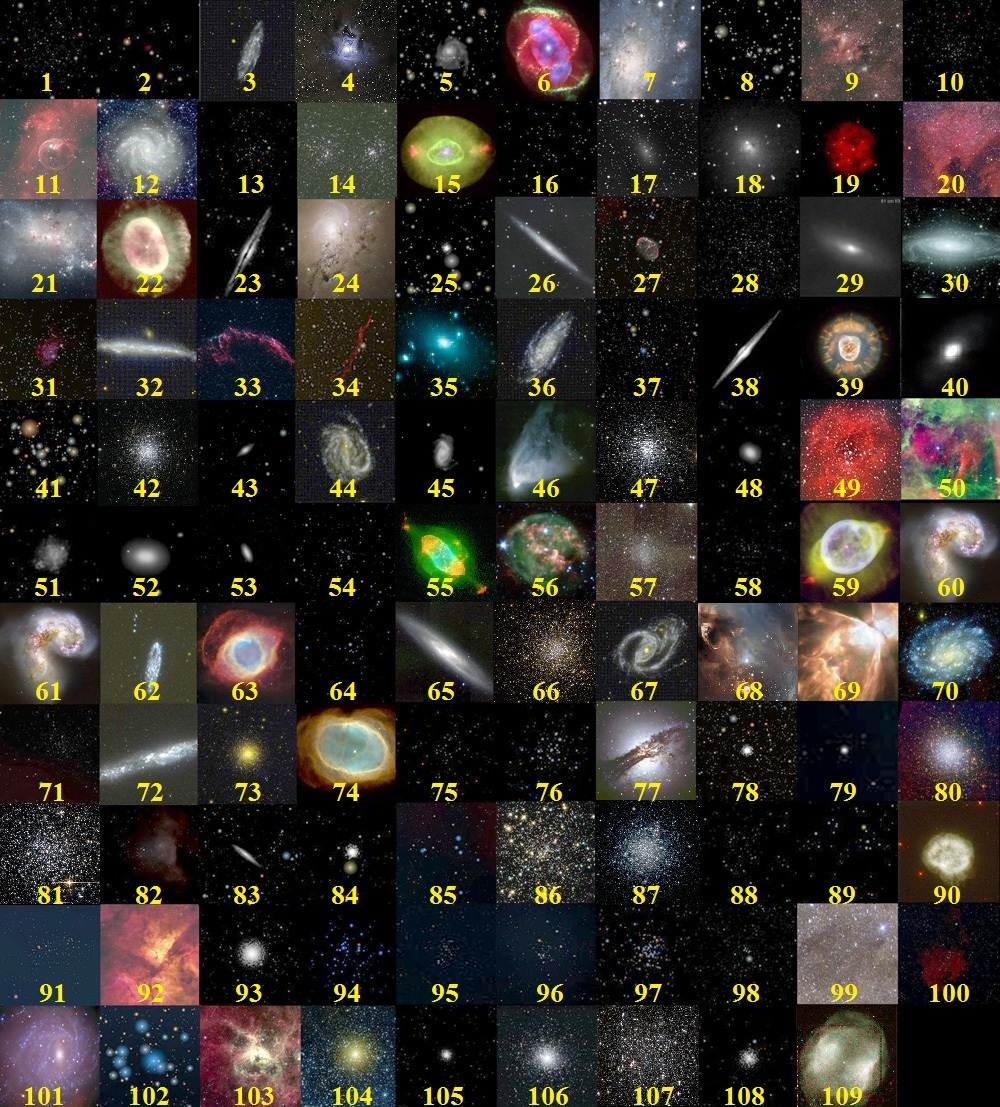
Caldwellobjekten.

Caldwellkatalogen är en astronomisk katalog på 109 stjärnhopar, nebulosor och galaxer för amatörastronomer. Listan skapades av Patrick Moore som ett komplement till Messiers katalog.
Moore märkte att Messiers katalog, som används av många amatörastronomer till som en lista på deep-sky-objekt att observera saknar flera av himlens ljusaste objekt, såsom Hyaderna, Dubbelhopen (NGC 869 och NGC 884) och Bildhuggargalaxen (NGC 253). Moore märkte också att eftersom Messier gjorde sin lista utgående från observationer gjorda i Paris, innehöll listan inte flera ljusa objekt längre söderut, som Omega Centauri, Centaurus A, the NGC 4755 och 47 Tucanae. Moore skapade en lista på 109 objekt – för att ha samma antal objekt som Messiers katalog (110 minus 
Messier 102 som i verklighet är samma objekt som Messier 101.) Listan publicerades i Sky & Telescope i december 1995.
Moore använde sitt andra efternamn (Caldwell) som listans namn, eftersom den första bokstaven av "Moore" redan används för Messiers katalog. Objekt i katalogen är listade med ett "C" och numret av objektet (1 till 109). 
Tvärtemot objekten i Messiers katalog, som är listade ungefär i upptäcktsordningen, är Caldwellobjekten listade enligt deklination, C1 längst norrut och C109 längst söderut.  Vissa fel har förekommit i listan, exempelvis identifierade den S Norma-hopen (NGC 6087) som NGC 6067 och kallade Lambda Centauri-hopen (IC 2944) för Gamma Centauri-hopen.

## Karta över Caldwellobjekten

Karta över Caldwellobjekten

## Antalet objekt per typ i Caldwellkatalogen.
| Mörka nebulosor           | 1   |
| Galaxer                   | 35  |
| Klotformiga stjärnhopar   | 18  |
| Nebulosor                 | 9   |
| Stjärnhopar               | 25  |
| Stjärnhopar och nebulosor | 6   |
| Planetariska nebulosor    | 13  |
| Supernovarester           | 2   |
| Totalt                    | 109 |

## Caldwellobjekten

### Nyckel
| Stjärnhop |
| Nebulosa  |
| Galax     |

### 1–10
| Nr  | NGC-beteckning | Namn             | Bild | Typ                          | Avstånd till objektet i tusen ljusår | Stjärnbild | Skenbar magnitud |
| --- | -------------- | ---------------- | ---- | ---------------------------- | ------------------------------------ | ---------- | ---------------- |
| C1  | NGC 188        |                  |      | Öppen stjärnhop              | 4.8                                  | Cepheus    | 8.1              |
| C2  | NGC 40         |                  |      | Planetarisk nebulosa         | 3.5                                  | Cepheus    | 11               |
| C3  | NGC 4236       |                  |      | Galax                        | 7,000                                | Draken     | 9.7              |
| C4  | NGC 7023       | Irisnebulosan    |      | Öppen stjärnhop och nebulosa | 1.4                                  | Cepheus    | 7                |
| C5  | IC 342         |                  |      | Galax                        | 10,000                               | Giraffen   | 9                |
| C6  | NGC 6543       | Kattögenebulosan |      | Planetarisk nebulosa         | 3                                    | Draken     | 9                |
| C7  | NGC 2403       |                  |      | Galax                        | 14,000                               | Giraffen   | 8.4              |
| C8  | NGC 559        |                  |      | Öppen stjärnhop              | 3.7                                  | Cassiopeja | 9.5              |
| C9  | Sh2-155        |                  |      | Nebulosa                     | 2.8                                  | Cepheus    | 7.7              |
| C10 | NGC 663        |                  |      | Öppen stjärnhop              | 7.2                                  | Cassiopeja | 7.1              |

### 11–20
| Nr  | NGC-beteckning    | Namn                 | Bild | Typ                          | Avstånd till objektet i tusen ljusår | Stjärnbild | Skenbar magnitud |
| --- | ----------------- | -------------------- | ---- | ---------------------------- | ------------------------------------ | ---------- | ---------------- |
| C11 | NGC 7635          |                      |      | Nebulosa                     | 7.1                                  | Cassiopeja | -                |
| C12 | NGC 6946          |                      |      | Galax                        | 18,000                               | Cepheus    | 8.9              |
| C13 | NGC 457           | Ugglehopen           |      | Öppen stjärnhop              | -                                    | Cassiopeja | 6.4              |
| C14 | NGC 869 & NGC 884 | H & χ Persei         |      | Öppen stjärnhop              | 7.3                                  | Perseus    | 4                |
| C15 | NGC 6826          |                      |      | Planetarisk nebulosa         | 2.2                                  | Svanen     | 10               |
| C16 | NGC 7243          |                      |      | Öppen stjärnhop              | 2.5                                  | Ödlan      | 6.4              |
| C17 | NGC 147           |                      |      | Galax                        | 2,300                                | Cassiopeja | 9.3              |
| C18 | NGC 185           |                      |      | Galax                        | 2,300                                | Cassiopeja | 9.2              |
| C19 | IC 5146           |                      |      | Öppen stjärnhop och nebulosa | 3.3                                  | Svanen     | 7.2              |
| C20 | NGC 7000          | Nordamerikanebulosan |      | Nebulosa                     | 1.8                                  | Svanen     | 4                |

### 21–30
| Nr  | NGC-beteckning | Namn      | Bild | Typ                  | Avstånd till objektet i tusen ljusår | Stjärnbild   | Skenbar magnitud |
| --- | -------------- | --------- | ---- | -------------------- | ------------------------------------ | ------------ | ---------------- |
| C21 | NGC 4449       |           |      | Galax                | 10,000                               | Jakthundarna | 9.4              |
| C22 | NGC 7662       |           |      | Planetarisk nebulosa | 3.2                                  | Andromeda    | 9                |
| C23 | NGC 891        |           |      | Galax                | 31,000                               | Andromeda    | 10               |
| C24 | NGC 1275       | Perseus A |      | Galax                | 230,000                              | Perseus      | 11.6             |
| C25 | NGC 2419       |           |      | Klotformig stjärnhop | 275                                  | Lodjuret     | 10.4             |
| C26 | NGC 4244       |           |      | Galax                | 10,000                               | Jakthundarna | 10.2             |
| C27 | NGC 6888       |           |      | Nebulosa             | 4.7                                  | Svanen       | 7.4              |
| C28 | NGC 752        |           |      | Öppen stjärnhop      | 1.2                                  | Andromeda    | 5.7              |
| C29 | NGC 5005       |           |      | Galax                | 69,000                               | Jakthundarna | 9.8              |
| C30 | NGC 7331       |           |      | Galax                | 47,000                               | Pegasus      | 9.5              |

### 31–40
| Nr  | NGC-beteckning | Namn            | Bild | Typ                  | Avstånd till objektet i tusen ljusår | Stjärnbild    | Skenbar magnitud |
| --- | -------------- | --------------- | ---- | -------------------- | ------------------------------------ | ------------- | ---------------- |
| C31 | IC 405         |                 |      | Nebulosa             | 1.6                                  | Kusken        | -                |
| C32 | NGC 4631       |                 |      | Galax                | 22,000                               | Jakthundarna  | 9.3              |
| C33 | NGC 6992       |                 |      | Supernovarest        | 2.5                                  | Svanen        | -                |
| C34 | NGC 6960       |                 |      | Supernovarest        | 2.5                                  | Svanen        | -                |
| C35 | NGC 4889       |                 |      | Galax                | 300,000                              | Berenikes hår | 11.4             |
| C36 | NGC 4559       |                 |      | Galax                | 32,000                               | Berenikes hår | 9.9              |
| C37 | NGC 6885       |                 |      | Öppen stjärnhop      | 1.95                                 | Räven         | 6                |
| C38 | NGC 4565       |                 |      | Galax                | 32,000                               | Berenikes hår | 9.6              |
| C39 | NGC 2392       | Eskimonebulosan |      | Planetarisk nebulosa | 4                                    | Tvillingarna  | 10               |
| C40 | NGC 3626       |                 |      | Galax                | 86,000                               | Lejonet       | 10.9             |

### 41–50
| Nr  | NGC-beteckning | Namn                     | Bild | Typ                  | Avstånd till objektet i tusen ljusår | Stjärnbild    | Skenbar magnitud |
| --- | -------------- | ------------------------ | ---- | -------------------- | ------------------------------------ | ------------- | ---------------- |
| C41 | Mel 25         | Hyaderna                 |      | Öppen stjärnhop      | 0.151                                | Oxen          | 0.5              |
| C42 | NGC 7006       |                          |      | Klotformig stjärnhop | 135                                  | Delfinen      | 10.6             |
| C43 | NGC 7814       |                          |      | Galax                | 49,000                               | Pegasus       | 10.5             |
| C44 | NGC 7479       |                          |      | Galax                | 106,000                              | Pegasus       | 11               |
| C45 | NGC 5248       |                          |      | Galax                | 74,000                               | Björnvaktaren | 10.2             |
| C46 | NGC 2261       | Hubbles variabelnebulosa |      | Nebulosa             | 2.5                                  | Enhörningen   | -                |
| C47 | NGC 6934       |                          |      | Klotformig stjärnhop | 57                                   | Delfinen      | 8.9              |
| C48 | NGC 2775       |                          |      | Galax                | 55,000                               | Kräftan       | 10.3             |
| C49 | NGC 2237       | Rosettenebulosan         |      | Nebulosa             | 4.9                                  | Enhörningen   | 9.0              |
| C50 | NGC 2244       |                          |      | Öppen stjärnhop      | 4.9                                  | Enhörningen   | 4.8              |

### 51–60
| Nr  | NGC-beteckning | Namn              | Bild | Typ                  | Avstånd till objektet i tusen ljusår | Stjärnbild   | Skenbar magnitud |
| --- | -------------- | ----------------- | ---- | -------------------- | ------------------------------------ | ------------ | ---------------- |
| C51 | IC 1613        |                   |      | Galax                | 2,300                                | Valfisken    | 9.3              |
| C52 | NGC 4697       |                   |      | Galax                | 76,000                               | Jungfrun     | 9.3              |
| C53 | NGC 3115       | Spindelgalaxen    |      | Galax                | 22,000                               | Sextanten    | 9.2              |
| C54 | NGC 2506       |                   |      | Öppen stjärnhop      | 10                                   | Enhörningen  | 7.6              |
| C55 | NGC 7009       | Saturnusnebulosan |      | Planetarisk nebulosa | 1.4                                  | Vattumannen  | 8                |
| C56 | NGC 246        |                   |      | Planetarisk nebulosa | 1.6                                  | Valfisken    | 8                |
| C57 | NGC 6822       | Barnards galax    |      | Galax                | 2,300                                | Skytten      | 9                |
| C58 | NGC 2360       |                   |      | Öppen stjärnhop      | 3.7                                  | Stora Hunden | 7.2              |
| C59 | NGC 3242       |                   |      | Planetarisk nebulosa | 1.4                                  | Vattenormen  | 9                |
| C60 | NGC 4038       | Antenngalaxerna   |      | Galax                | 83,000                               | Korpen       | 10.7             |

### 61–70
| Nr  | NGC-beteckning | Namn              | Bild | Typ                          | Avstånd till objektet i tusen ljusår | Stjärnbild   | Skenbar magnitud |
| --- | -------------- | ----------------- | ---- | ---------------------------- | ------------------------------------ | ------------ | ---------------- |
| C61 | NGC 4039       | Antenngalaxerna   |      | Galax                        | 83,000                               | Korpen       | 13               |
| C62 | NGC 247        |                   |      | Galax                        | 6,800                                | Valfisken    | 8.9              |
| C63 | NGC 7293       | Helixnebulosan    |      | Planetarisk nebulosa         | 0.522                                | Vattumannen  | 7.3              |
| C64 | NGC 2362       |                   |      | Öppen stjärnhop och nebulosa | 5.1                                  | Stora Hunden | 4.1              |
| C65 | NGC 253        | Bildhuggargalaxen |      | Galax                        | 9,800                                | Bildhuggaren | 7.1              |
| C66 | NGC 5694       |                   |      | Klotformig stjärnhop         | 113                                  | Vattenormen  | 10.2             |
| C67 | NGC 1097       |                   |      | Galax                        | 47,000                               | Ugnen        | 9.3              |
| C68 | NGC 6729       | R CrA-nebulosan   |      | Nebulosa                     | 0.424                                | Södra kronan | -                |
| C69 | NGC 6302       | Fjärilsnebulosan  |      | Planetarisk nebulosa         | 5.2                                  | Skorpionen   | 13               |
| C70 | NGC 300        |                   |      | Galax                        | 3,900                                | Bildhuggaren | 9                |

### 71–80
| Nr  | NGC-beteckning | Namn           | Bild | Typ                          | Avstånd till objektet i tusen ljusår | Stjärnbild   | Skenbar magnitud |
| --- | -------------- | -------------- | ---- | ---------------------------- | ------------------------------------ | ------------ | ---------------- |
| C71 | NGC 2477       |                |      | Öppen stjärnhop              | 3.7                                  | Akterskeppet | 5.8              |
| C72 | NGC 55         |                |      | Galax                        | 4,200                                | Bildhuggaren | 8                |
| C73 | NGC 1851       |                |      | Klotformig stjärnhop         | 39.4                                 | Duvan        | 7.3              |
| C74 | NGC 3132       |                |      | Planetarisk nebulosa         | 2                                    | Seglet       | 8                |
| C75 | NGC 6124       |                |      | Öppen stjärnhop              | 1.5                                  | Skorpionen   | 5.8              |
| C76 | NGC 6231       |                |      | Öppen stjärnhop och nebulosa | 6                                    | Skorpionen   | 2.6              |
| C77 | NGC 5128       | Centaurus A    |      | Galax                        | 16,000                               | Kentauren    | 7                |
| C78 | NGC 6541       |                |      | Klotformig stjärnhop         | 22.3                                 | Södra kronan | 6.6              |
| C79 | NGC 3201       |                |      | Klotformig stjärnhop         | 17                                   | Seglet       | 6.8              |
| C80 | NGC 5139       | Omega Centauri |      | Klotformig stjärnhop         | 17.3                                 | Kentauren    | 3.7              |

### 81–90
| Nr  | NGC-beteckning | Namn                  | Bild | Typ                  | Avstånd till objektet i tusen ljusår | Stjärnbild     | Skenbar magnitud |
| --- | -------------- | --------------------- | ---- | -------------------- | ------------------------------------ | -------------- | ---------------- |
| C81 | NGC 6352       |                       |      | Klotformig stjärnhop | 18.6                                 | Altaret        | 8.2              |
| C82 | NGC 6193       |                       |      | Öppen stjärnhop      | 4.3                                  | Altaret        | 5.2              |
| C83 | NGC 4945       |                       |      | Galax                | 17,000                               | Kentauren      | 9                |
| C84 | NGC 5286       |                       |      | Klotformig stjärnhop | 36                                   | Kentauren      | 7.6              |
| C85 | IC 2391        | Omicron Velorum-hopen |      | Öppen stjärnhop      | 0.5                                  | Seglet         | 2.5              |
| C86 | NGC 6397       |                       |      | Klotformig stjärnhop | 7.5                                  | Altaret        | 5.7              |
| C87 | NGC 1261       |                       |      | Klotformig stjärnhop | 55.5                                 | Pendeluret     | 8.4              |
| C88 | NGC 5823       |                       |      | Öppen stjärnhop      | 3.4                                  | Cirkelpassaren | 7.9              |
| C89 | NGC 6087       | S Norma-hopen         |      | Öppna stjärnhopen    | 3.3                                  | Vinkelhaken    | 5.4              |
| C90 | NGC 2867       |                       |      | Planetarisk nebulosa | 5.5                                  | Kölen          | 10               |

1. ↑  C89 was mistakenly written as NGC 6067 in the original, but its description is that of NGC 6087.

### 91–100
| Nr   | NGC-beteckning | Namn                      | Bild | Typ                          | Avstånd till objektet i tusen ljusår | Stjärnbild      | Skenbar magnitud |
| ---- | -------------- | ------------------------- | ---- | ---------------------------- | ------------------------------------ | --------------- | ---------------- |
| C91  | NGC 3532       |                           |      | Öppen stjärnhop              | 1.6                                  | Kölen           | 3                |
| C92  | NGC 3372       | Eta Carinae-nebulosan     |      | Nebulosa                     | 7.5                                  | Kölen           | 3                |
| C93  | NGC 6752       |                           |      | Klotformig stjärnhop         | 13                                   | Påfågeln        | 5.4              |
| C94  | NGC 4755       |                           |      | Öppen stjärnhop              | 4.9                                  | Södra korset    | 4.2              |
| C95  | NGC 6025       |                           |      | Öppen stjärnhop              | 2.5                                  | Södra triangeln | 5.1              |
| C96  | NGC 2516       |                           |      | Öppen stjärnhop              | 1.3                                  | Kölen           | 3.8              |
| C97  | NGC 3766       |                           |      | Öppen stjärnhop              | 5.8                                  | Kentauren       | 5.3              |
| C98  | NGC 4609       |                           |      | Öppen stjärnhop              | 4.2                                  | Södra korset    | 6.9              |
| C99  | -              | Kolsäcken                 |      | Mörk nebulosa                | 0.61                                 | Södra korset    | -                |
| C100 | IC 2944        | Lambda Centauri-nebulosan |      | Öppen stjärnhop och nebulosa | 6                                    | Kentauren       | 4.5              |

### 101–109
| Nr   | NGC-beteckning | Namn              | Bild | Typ                          | Avstånd till objektet i tusen ljusår | Stjärnbild    | Skenbar magnitud |
| ---- | -------------- | ----------------- | ---- | ---------------------------- | ------------------------------------ | ------------- | ---------------- |
| C101 | NGC 6744       |                   |      | Galax                        | 34,000                               | Påfågeln      | 9                |
| C102 | IC 2602        | Theta Car-hopen   |      | Öppen stjärnhop              | 0.492                                | Kölen         | 1.9              |
| C103 | NGC 2070       | Tarantelnebulosan |      | Öppen stjärnhop och nebulosa | 170                                  | Svärdfisken   | 8.2              |
| C104 | NGC 362        |                   |      | Klotformig stjärnhop         | 27.7                                 | Tukanen       | 6.6              |
| C105 | NGC 4833       |                   |      | Klotformig stjärnhop         | 19.6                                 | Flugan        | 7.4              |
| C106 | NGC 104        | 47 Tucanae        |      | Klotformig stjärnhop         | 14.7                                 | Tukanen       | 4                |
| C107 | NGC 6101       |                   |      | Klotformig stjärnhop         | 49.9                                 | Paradisfågeln | 9.3              |
| C108 | NGC 4372       |                   |      | Klotformig stjärnhop         | 18.9                                 | Flugan        | 7.8              |
| C109 | NGC 3195       |                   |      | Planetarisk nebulosa         | 5.4                                  | Kameleonten   | 11.6             |

### Fotnoter
1. 1 2 3 4 5 6 7  O'Meara, Stephen James (2002). The Caldwell Objects. Cambridge University Press. ISBN 978-0-521-82796-6
2. ↑  ”Caldwell Club Introduction”. http://www.astroleague.org/al/obsclubs/caldwell/cldwl.html. Läst 8 september 2006.
3. ↑  Moore, Patrick (december 1995). Sky & Telescope December 1995 Digital Issue. Sky & Telescope. Arkiverad från originalet den 7 januari 2015. https://archive.is/20150107155230/https://www.shopatsky.com/product/sky-and-telescope-december-1995-digital-issue/sky-and-telescope-digital-issues-1990-1999. Läst 29 augusti 2006.
4. ↑  Mobberley, Martin (2009). The Caldwell Objects and How to Observe Them. Springer. ISBN 978-1-4419-0325-9. http://books.google.com/?id=amPrWoOWgHcC&pg=PA8
5. ↑  Glyn Jones, Kenneth (1991). ”Introduction”. Messier's Nebulae & Star Clusters. Cambridge University Press. sid. 1–8. ISBN 0-521-37079-5